# Lac del Tominé
Le lac del Tominé est un lac de barrage situé dans le département de Cundinamarca, en Colombie. 

## Géographie
Le lac del Tominé est situé à 25 km au nord-est de la ville de Bogota. Il est bordé par les municipalités de Guatavita et Sesquilé. 
Il a un volume de 690 millions de m3, pour une superficie de 37,78 km2.
Il fait partie, avec les lacs de Neusa et Sisga d'un système hydrologique destiné à contrôler le débit du río Bogotá.